# Gare du Rabodeau
La gare du Rabodeau était une halte ferroviaire française de la ligne d'Étival à Senones, située au village du Rabodeau sur le territoire de la commune de Moyenmoutier, dans le département des Vosges en Lorraine.

## Situation ferroviaire
Établie à 300 mètres d'altitude, la halte de Rabodeau était située au point kilométrique (PK) ... de la ligne d'Étival à Senones (désaffectée), entre la Étival-Clairefontaine et la halte de La Roseraie qui s'intercalait avant la gare de Moyenmoutier.

## Service des voyageurs
Halte fermée et détruite.